# Believe (chanson de Miliyah Katō)
Pour les articles homonymes, voir Believe.
Singles de Miliyah Katō, Shimizu Shota
Desire / Baby!Baby!Baby!
(2011) Roman
(2011)
Believe est le 21e single de Miliyah Katō, sorti sous le label Mastersix Foundation le 13 juillet 2011 au Japon. Il arrive 9e à l'Oricon. Il se vend à 12 090 exemplaires la première semaine et reste classé 2 semaines pour un total de 15 751 exemplaires vendus.

## Liste des titres
| 1. | Believe                           | 4:20 |
| 2. | My love goes on                   | 5:15 |
| 3. | Love Forever (Daishi Dance Remix) | 7:21 |
| 4. | Believe (Instrumental)            | 4:18 |

| 1. | Believe (PV) |  |